# Cacostatia nitens
Cacostatia nitens är en fjärilsart som beskrevs av Rothschild 1912. Cacostatia nitens ingår i släktet Cacostatia och familjen björnspinnare. Inga underarter finns listade i Catalogue of Life.